# 詹恩·温纳

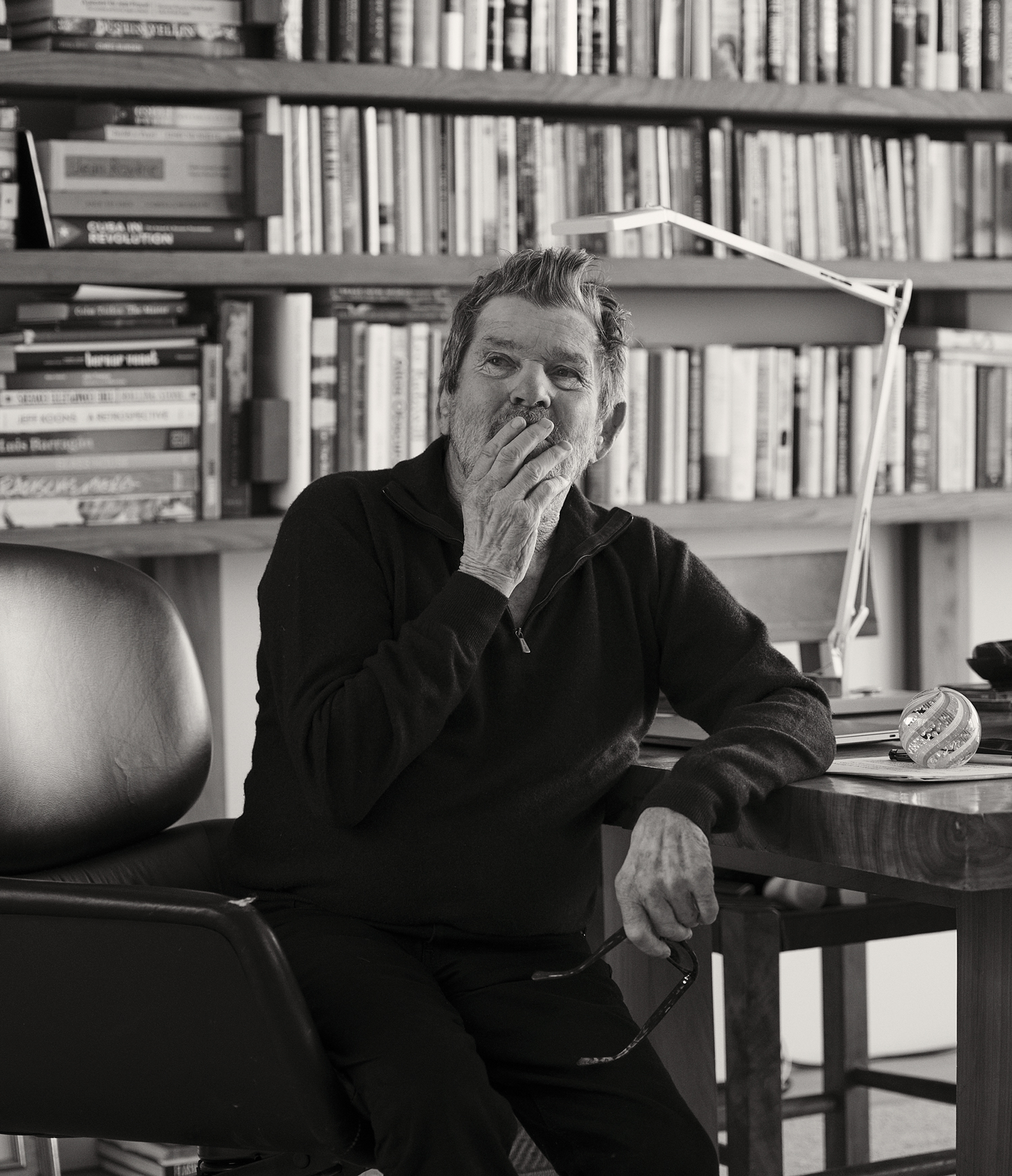
詹恩·温纳

詹恩·温纳 ( 1946年1月7日—） 是美国犹太人， 在旧金山湾区长大。  他也是滾石創始人之一 ，他在加州大学伯克利分校就读期间参加了言论自由运动。 他還与他人共同创立摇滚名人堂。 